# Schloss Chazeron

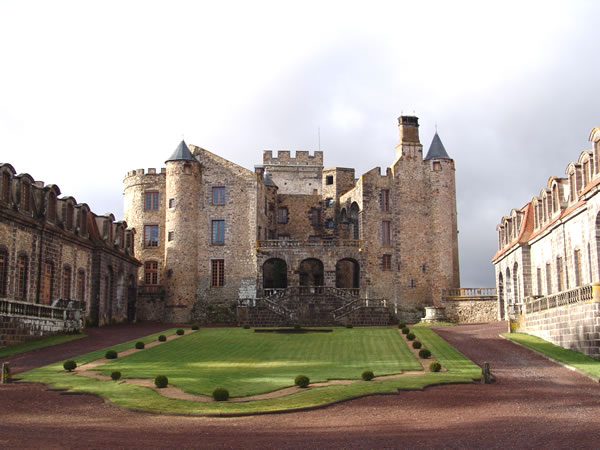
Schloss Chazeron

Das Schloss Chazeron (französisch Château de Chazeron) befindet sich im Département Puy-de-Dôme auf dem Gebiet der Gemeinde Loubeyrat im Kanton Manzat. Damit steht es etwa 30 Kilometer nordwestlich von Clermont-Ferrand in den Monts Dômes am Regionalen Naturpark Volcans d’Auvergne (französisch Parc naturel régional des Volcans d’Auvergne).
Im Zweiten Weltkrieg nutzte es das Vichy-Regime als Haftanstalt für die früheren Regierungsmitglieder Léon Blum, Georges Mandel, Édouard Daladier, Paul Reynaud und Maurice Gamelin.
Die Anlage steht seit dem 2. Juni 1944 als Monument historique unter Denkmalschutz.